# Austin FC
Austin Football Club er en amerikansk fodboldklub fra Austin i Texas, som spiller i Major League Soccer.

## Historie
I oktober 2017 annoncerede ejerne af Columbus Crew, at de ønskede at flytte holdet til Austin, og de begyndte at planlægge flytningen. Denne flytning blev i oktober 2018 aflyst, da Columbus Crew blev opkøbt af en gruppe, som ønskede at behold klubben i Columbus. Dette skulle dog ikke aflive håbet om en klub i Austin, da MLS støttede de tidligere ejere af Columbus Crew i at oprette en ny klub fra bunden af i Austin. Denne nye klub blev oprettet lige efter salget af Columbus Crew, og den blev officielt annonceret som del af MLS i januar 2019, men sin debutsæson i 2021.
Klubben havde sin debutsæson i 2021, og spillede den 17. april 2021 deres første kamp.

## Stadion
Austin FC spiller hjemmekampe på Q2 Stadium, som blev opført i 2019 til klubben. Stadionet har en kapacitet på 20.500 tilskuere.

## Nuværende spillertrup
Oversigten er opdateret til og med 11. maj 2022.
| Nr. | Land      | Position | Spiller           |
| --- | --------- | -------- | ----------------- |
| 1   | USA       | MM       | Brad Stuver       |
| 2   | Senegal   | AN       | Moussa Djitté     |
| 3   | Colombia  | FO       | Jhohan Romaña     |
| 4   | Norge     | FO       | Ruben Gabrielsen  |
| 5   | Colombia  | MI       | Jhojan Valencia   |
| 6   | Venezuela | MI       | Daniel Pereira    |
| 7   | Argentina | AN       | Sebastián Driussi |
| 8   | Finland   | MI       | Alexander Ring    |
| 9   | Holland   | AN       | Danny Hoesen      |
| 10  | Paraguay  | AN       | Cecilio Domínguez |
| 11  | Paraguay  | AN       | Rodney Redes      |
| 12  | USA       | MM       | Damian Las        |
| 13  | USA       | MI       | Ethan Finlay      |

| Nr. | Land       | Position | Spiller         |
| --- | ---------- | -------- | --------------- |
| 14  | Uruguay    | MI       | Diego Fagúndez  |
| 15  | USA        | FO       | Kipp Keller     |
| 16  | USA        | FO       | Hector Jiménez  |
| 17  | Irland     | AN       | Jon Gallagher   |
| 18  | Costa Rica | FO       | Julio Cascante  |
| 20  | USA        | MI       | Jared Stroud    |
| 22  | Brasilien  | MI       | Felipe          |
| 23  | Slovenien  | FO       | Žan Kolmanič    |
| 24  | USA        | FO       | Nick Lima       |
| 26  | USA        | FO       | Charlie Asensio |
| 31  | USA        | MM       | Andrew Tarbell  |
| 33  | USA        | MI       | Owen Wolff      |
| 37  | Argentina  | AN       | Maxi Urruti     |

### Udlejet
| Nr. | Land | Position | Spiller                                        |
| --- | ---- | -------- | ---------------------------------------------- |
| 19  | USA  | FO       | Freddy Kleemann (Udlånt til Birmingham Legion) |
| 34  | USA  | MM       | Will Pulisic (Udlånt til North Carolina FC)    |

| Nr. | Land      | Position | Spiller                                   |
| --- | --------- | -------- | ----------------------------------------- |
| —   | Argentina | MI       | Tomás Pochettino (Udlånt til River Plate) |